# Causey Pike
Causey Pike är en kulle i Storbritannien.   Den ligger i grevskapet Cumbria och riksdelen England, i den centrala delen av landet, 400 km nordväst om huvudstaden London. Toppen på Causey Pike är 637 meter över havet, eller 56 meter över den omgivande terrängen. Bredden vid basen är 0,54 km. Causey Pike ingår i Cumbrian Mountains.
Terrängen runt Causey Pike är huvudsakligen kuperad. Runt Causey Pike är det ganska tätbefolkat, med 70 invånare per kvadratkilometer. Närmaste större samhälle är Keswick, 5,7 km öster om Causey Pike. I omgivningarna runt Causey Pike växer i huvudsak blandskog.